# Steuben (Wisconsin)
Steuben è un villaggio degli Stati Uniti d'America, situato in Wisconsin, nella contea di Crawford.